# 盛蕾
盛蕾（1972年11月—），女，江苏苏州人，2022年2月任常州市市长。2024年12月，任中共宿迁市委书记。